# Penthimia nana
Penthimia nana är en insektsart som beskrevs av Kusnezov 1931. Penthimia nana ingår i släktet Penthimia och familjen dvärgstritar. Inga underarter finns listade i Catalogue of Life.